# Anton Kinnander
Lars Anton Kinnander, född 23 februari 1996, är en svensk fotbollsspelare som spelar för australiska Banyule City.

## Karriär
Kinnander började spela fotboll som fem-sexåring i Bårslövs BIF. Som åttaåring bytte han klubb till Eskilsminne IF. Under 2011 gick han över till Helsingborgs IF.
Han A-lagsdebuterade för HIF den 23 februari 2013 i en träningsmatch mot FC Köpenhamn. Under resten av säsongen 2013 var Kinnander utlånad till HIF Akademi i division 2. Han tävlingsdebuterade för Helsingborgs IF i Svenska cupen den 16 mars 2014 och gjorde samtidigt sitt första mål i matchen som slutade med en 5–1-vinst över Syrianska FC. Han gjorde sin allsvenska debut den 13 april 2014 i en 4–2-vinst över BK Häcken, där han byttes in i den 85:e minuten mot Emil Krafth. I juli 2014 lånades han återigen ut till HIF Akademi. I juli 2015 lånades Kinnander ut till division 1-klubben Motala AIF för resten av säsongen.
I augusti 2016 värvades Kinnander av Eskilsminne IF. I januari 2019 värvades han av Torns IF. Den 21 november 2019 värvades Kinnander av Ängelholms FF, där han skrev på ett tvåårskontrakt. I februari 2022 flyttade Lars Anton Kinnander till australiska Banyule City. Där har han visat framfötter, presterat på högsta nivå och det rycktas om en övergång upp till högsta ligan. Många Australienska stor klubbar följer Kinnander på nära håll.